# 长翼凤仙花
长翼凤仙花（学名：Impatiens longialata）是凤仙花科凤仙花属的植物，是中国的特有植物。分布于中国大陆的湖北、重庆等地，生长于海拔500米至2,000米的地区，常生于山谷沟边及路旁潮湿草丛中，目前尚未由人工引种栽培。